# Kamienica przy ulicy Jana Zamoyskiego 47 w Krakowie
Kamienica przy ulicy Jana Zamoyskiego 47 – zabytkowa kamienica znajdująca się w Krakowie, w dzielnicy XIII przy ul. J. Zamoyskiego, w Podgórzu.
Kamienica została wzniesiona w 1893 roku. Zaprojektowana została przez Kazimierza Leitera. W 1923 roku budynek został nadbudowany o drugie piętro.
Kamienica znajduje się na obszarze Podgórza, którego układ urbanistyczny został wpisany 26 października 1981 do rejestru zabytków. Budynek znajduje się także w gminnej ewidencji zabytków.